# 134 a.C.
Il 134 a.C. (CXXXIV a.C. in numeri romani) è un anno  del II secolo a.C.

## Eventi
- Gaio Fulvio Flacco, Publio Cornelio Scipione Emiliano, per la seconda volta, diventano consoli della Repubblica romana.
- Assedio di Numanzia, in Spagna, da parte dei Romani.
- Cina L'imperatore Wu-ti recluta i funzionari attraverso degli esami, tornano in vigore i testi classici ed è l'inizio dei Mandarini.

## Nati
- Jin Midi, politico e generale cinese († 86 a.C.)
- Nicomede IV, re († 74 a.C.)